# 3848 Аналусія
3848 Аналусія (1982 FH3, 1980 XJ3, 1986 GA, 3848 Analucia) — астероїд головного поясу, відкритий 21 березня 1982 року.
Тіссеранів параметр щодо Юпітера — 3,485.